# Stanford Bunny
Der Stanford Bunny (auf Deutsch: Stanford-Hase) ist eines der meistverwendeten Testmodelle der 3D-Computergrafik. Es wurde 1994 von Greg Turk und Marc Levoy an der Stanford University entwickelt.
Das 3D-Oberflächenmodell besteht aus 69.451 Dreiecken, die durch einen 3D-Scanner von einer Porzellanfigur bestimmt wurden. Das Modell kann für verschiedene Grafik-Algorithmen wie zum Beispiel Polygonvereinfachung, Komprimierung und Oberflächenglättung verwendet werden. Obwohl er als Standardtestobjekt etabliert ist, hat der Stanford Bunny einige Einschränkungen. Dazu gehören zum Beispiel seine Einfachheit (geringe Polygonanzahl) nach heutigen Standards, dass er mannigfaltig verbunden ist und es wegen eingeschränkter Scanmöglichkeit fehlende Informationen in den Daten gibt.
Das Modell war ursprünglich im .ply-Datei-Format („ply“ für Polygon) mit vier verschiedenen Auflösungen erhältlich.
Neben dem Polygonmodell bietet das Stanford 3D Scanning Repository auch CT-Scans des Hasen. 